# Kandinma
Kandinma ou Kandinmas est une petite île inhabitée des Maldives. Elle est une des nombreuses îles-hôtel des Maldives, accueillant notamment le Beah Club. 

## Géographie
Kandinma est située dans le centre des Maldives, au Sud-Est de l'atoll Nilandhe Sud, dans la subdivision de Dhaalu. Elle est reliée à l'île voisine de Bandudhoshu Kudarah.